# Hnanice
Hnanice (in tedesco Gnadlersdorf) è un comune della Repubblica Ceca facente parte del distretto di Znojmo, in Moravia Meridionale.